# Домниково (Тверская область)
До́мниково — пригородная деревня в Калининском районе Тверской области. Относится к Каблуковскому сельскому поселению. До 2006 года входила в состав Савватьевского сельского округа.
Расположена восточнее Твери, сразу за городской чертой, в 3 км от входящей в состав города деревни Старая Константиновка. В 2 км к югу — деревня Иенево на берегу Волги.
Постоянного населения по переписи 2002 — 14 человек, 4 мужчины, 10 женщин.
Рядом с деревней находятся садовые товарищества:
- снт «Восток № 5»;
- снт «Восток-4»;
- снт № 4 «Тверского полиграфкомбината»;
- с/т «Березка»;
- с/т «Озерное»;
- с/т «Строитель-1»;
- с/т «Трикотажник»;
- с/т «Рассвет»;
- с/т «Связист».